# Cratere Reutov
Reutov  è un cratere sulla superficie di Marte.